# Małgorzata Kuszaj
Małgorzata Maria Kuszaj (ur. 10 lutego 1951 w Łukowie) – polska handlowiec, poseł na Sejm PRL VII kadencji.

## Życiorys
W 1968 ukończyła liceum ogólnokształcące w Łukowie i została kierownikiem działu w tamtejszym Oddziale „Społem” WSS. W 1966 wstąpiła do Związku Młodzieży Socjalistycznej, a w 1970 do Polskiej Zjednoczonej Partii Robotniczej. Od 1974 była I sekretarzem POP przy Oddziale WSS Łuków. W 1977 objęła mandat posła na Sejm PRL VII kadencji w okręgu Siedlce, zastępując zmarłego Konstantego Łubieńskiego ze Znaku. Zasiadała w Komisji Handlu Wewnętrznego, Drobnej Wytwórczości i Usług.